# Choga Zanbil
Choga Zanbil ( en persa, چغازنبیل) es un complejo elamita situado en la provincia del Juzestán, en Irán. Se encuentra a unos 25 kilómetros al oeste de Dezful, a unos 40 kilómetros al sur de Susa y a 230 kilómetros al norte de Abadán.
Las ruinas de Choga Zanbil fueron declaradas Patrimonio de la Humanidad por la Unesco en el año 1979.
La fecha de construcción de la ciudad no está clara debido a la incertidumbre en la cronología del reinado de Untash-Napirisha (Untah-Gal) (1275-1240 a. C.), hijo de Humban-Numena. pero se sitúa claramente en algún momento de los siglos XIV o XIII a. C.. La fecha convencionalmente asumida es el 1250 a. C. La ciudad está situada a unos 40 km al sureste de Susa (Shush) en la provincia de Juzestán en el actual Irán. Como otros gobernantes orientales de la misma época, Untash-Napirisha abandonó la antigua capital de su país para fundar una nueva ciudad. La ciudad quizás siga el modelo de Dur-Kurigalzu. Alrededor del 640 a. C. Dur-Untasch fue conquistada por las tropas del rey asirio  Assurbanipal en torno al 645 a. C., junto con la capital elamita de Susa, aunque algunos investigadores sitúan el final de la ocupación a finales del siglo XII a. C.
El zigurat está considerado como el ejemplo mejor conservado del monumento piramidal escalonado por la UNESCO.  En 1979, las ruinas de Chogha Zanbil se convirtieron en el primer sitio iraní inscrito en la Lista del Patrimonio Mundial de UNESCO. 

## Historia
Choga Zanbil era un centro religioso del Imperio elamita, fundado hacia 1250 a. C. por el rey Untash-Naprisha en la ruta entre Anshan y Susa, con el nombre de Dur-Untash-Naprisha (fortaleza de Untash-Naprisha). Rodeada de tres murallas concéntricas, la ciudad santa fue consagrada al dios nacional de Susa, Inshushinak.Chogha en lori Bakhtiari significa colina.
El monumento más importante es un extraordinario zigurat, construido según un método único: en lugar de estar formado por terrazas superpuestas, los cuatro pisos están encajados verticalmente. El zigurat ocupa completamente el recinto interior, y fue construido sobre un templo cuadrado anterior, también erigido por Untash-Naprisha. Es uno de los dos zigurats que se han conservado hasta nuestros días fuera de Mesopotamia, y uno de los mejor conservados. 
En la zona intermedia se encuentran once templos dedicados a dioses menores. Se cree los planes originales incluían la construcción de veintidós templos, pero la muerte del rey interrumpió las obras.
En la zona exterior, al sudeste, se construyó un barrio real con palacios; las cinco tumbas reales subterráneas descubiertas bajo uno de los palacios contienen restos incinerados según una práctica similar a las de los hititas y hurritas, pero que no se encuentra en la tradición elamita. Es posible que se tratara de una dinastía de origen extranjero, quizá en relación con grupos primitivos indoeuropeos. Cerca de los palacios se ha descubierto un templo dedicado a Nusku, dios mesopotámico del fuego.

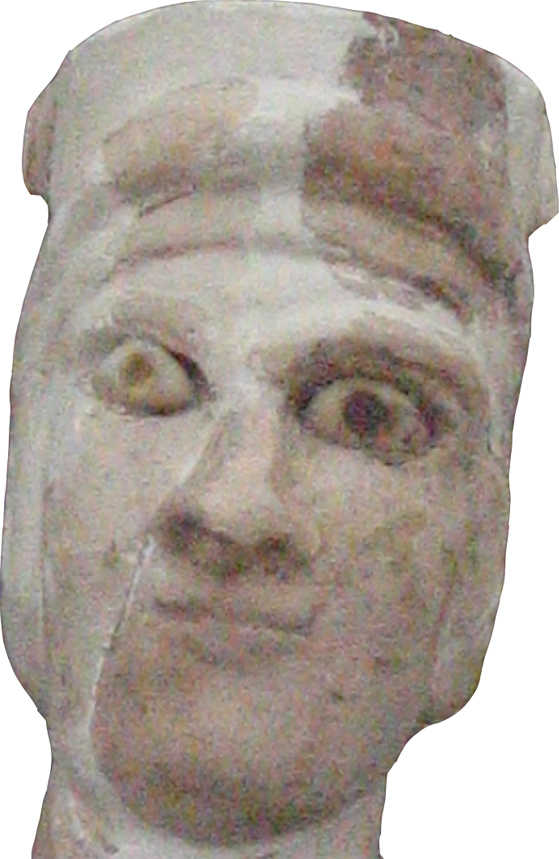
Figurilla de caolín del segundo milenio a. C.

Aparentemente, la ciudad propiamente dicha no llegó a ser construida ni habitada; el sitio fue abandonado rápidamente, quizá debido a la extinción de la dinastía de Untash-Naprisha. La mayor parte de las obras de arte realizadas para la ciudad fueron transportadas a Susa. El zigurat, sin embargo, se mantuvo activo durante varios siglos, hasta su destrucción por el rey asirio Asurbanipal en 640 a. C. Algunos historiadores opinan que el gran número de templos y santuarios construidos en Choga Zanbil significa que Untash-Naprisha pretendía crear un nuevo centro religioso para reemplazar a Susa y unificar los dioses del alto y el bajo Elam.

## Topografía
La ciudad tiene unas 100 ha y está rodeada por una muralla.

### Templo
En el centro hay un recinto amurallado de templos, cuya pieza arquitectónica central es un zigurat que aún hoy tiene 25 m de altura (originalmente probablemente unos 50 m) y es una de las torres de templo mejor conservadas de Mesopotamia. Tiene una longitud lateral de 105 metros y es el zigurat más antiguo encontrado en Elam hasta la fecha. Formaba la base de un templo alto en cuatro terrazas y estaba dedicado a Napirischa e Inschuschinak. El zigurat se construyó sobre un templo plano de Inšušinak, que se rellenó con ladrillos de barro. No se accedía a él por escaleras exteriores, como en Mesopotamia, sino por escaleras interiores. El templo estaba probablemente revestido de ladrillos vidriados y los pisos superiores estaban decorados con ladrillos de pomo vidriados (clavos de arcilla). En los portales del templo se encontraron figuras de arcilla de toros y grifos de tamaño natural. En la parte posterior de la figura del toro hay una dedicatoria a Inschuschinak. Alrededor del zigurat había pedestales y pequeños templos a nivel del suelo que contenían ofrendas votivas. Un camino procesional pavimentado con fragmentos de ladrillo conducía a ellos.
Cerca del zigurat había otros tres templos, uno de ellos dedicado a la diosa Kiriša. Otros templos se encontraban en la zona de los Temenos. Fuera de los temenos, sólo se construyó un templo al sur de los palacios. Estaba dedicado al dios Nusku. Ghirshman lo considera un precursor del persa templo del fuego, ya que la sala central no estaba techada.

### Palacios

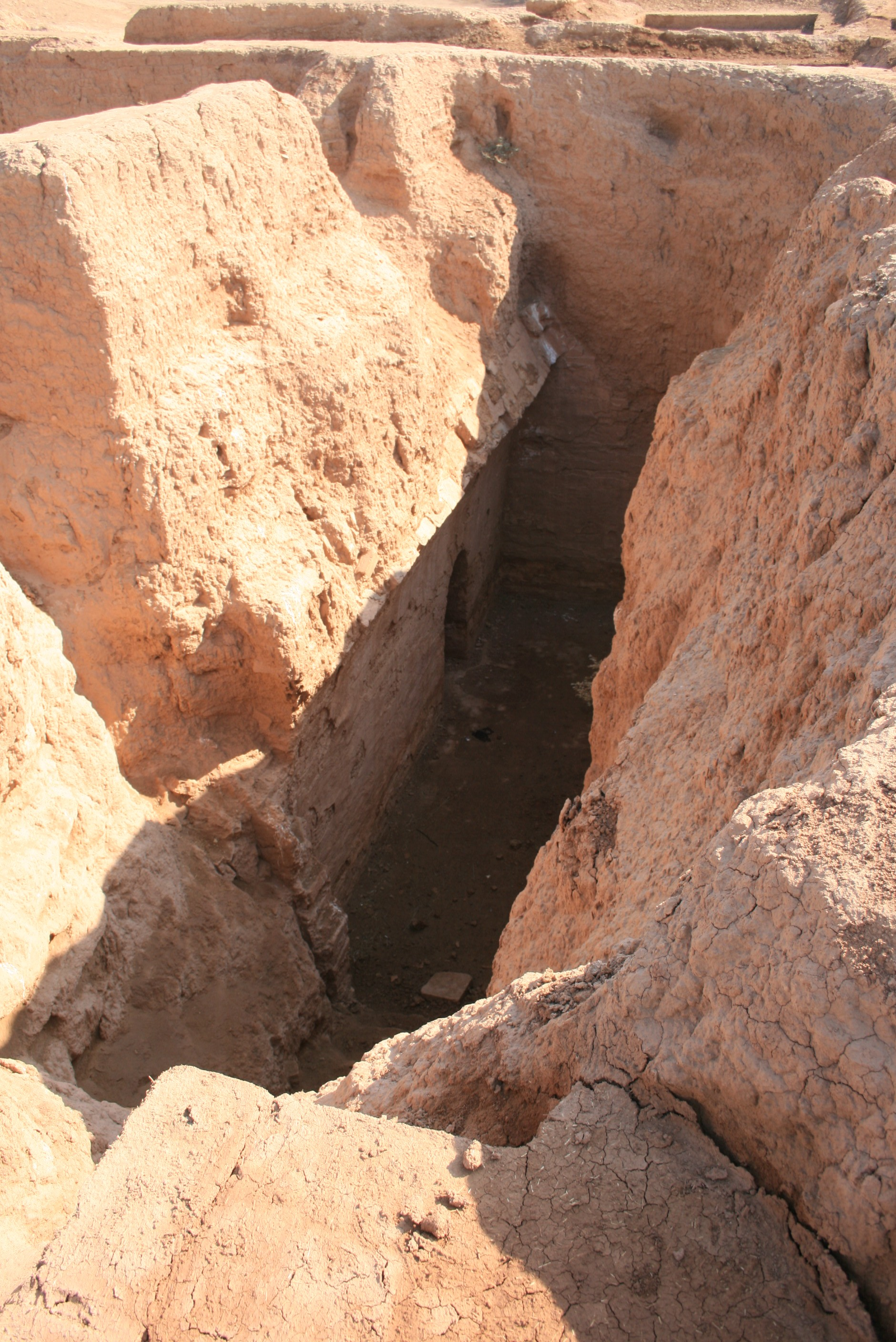
Palacio de Chogha Zanbil con tumba

En el noreste de la ciudad había cuatro palacios, que se organizaban en torno a patios centrales y presumiblemente kassita modelos. Las fachadas estaban decoradas con azulejos de colores en relieve. Las incrustaciones de marfil probablemente formaban parte del preciado mobiliario.
En el palacio situado más al sur se hallaron cinco tumbas subterráneas. Sólo se encontraron algunos restos de enterramientos.

### Abastecimiento de agua

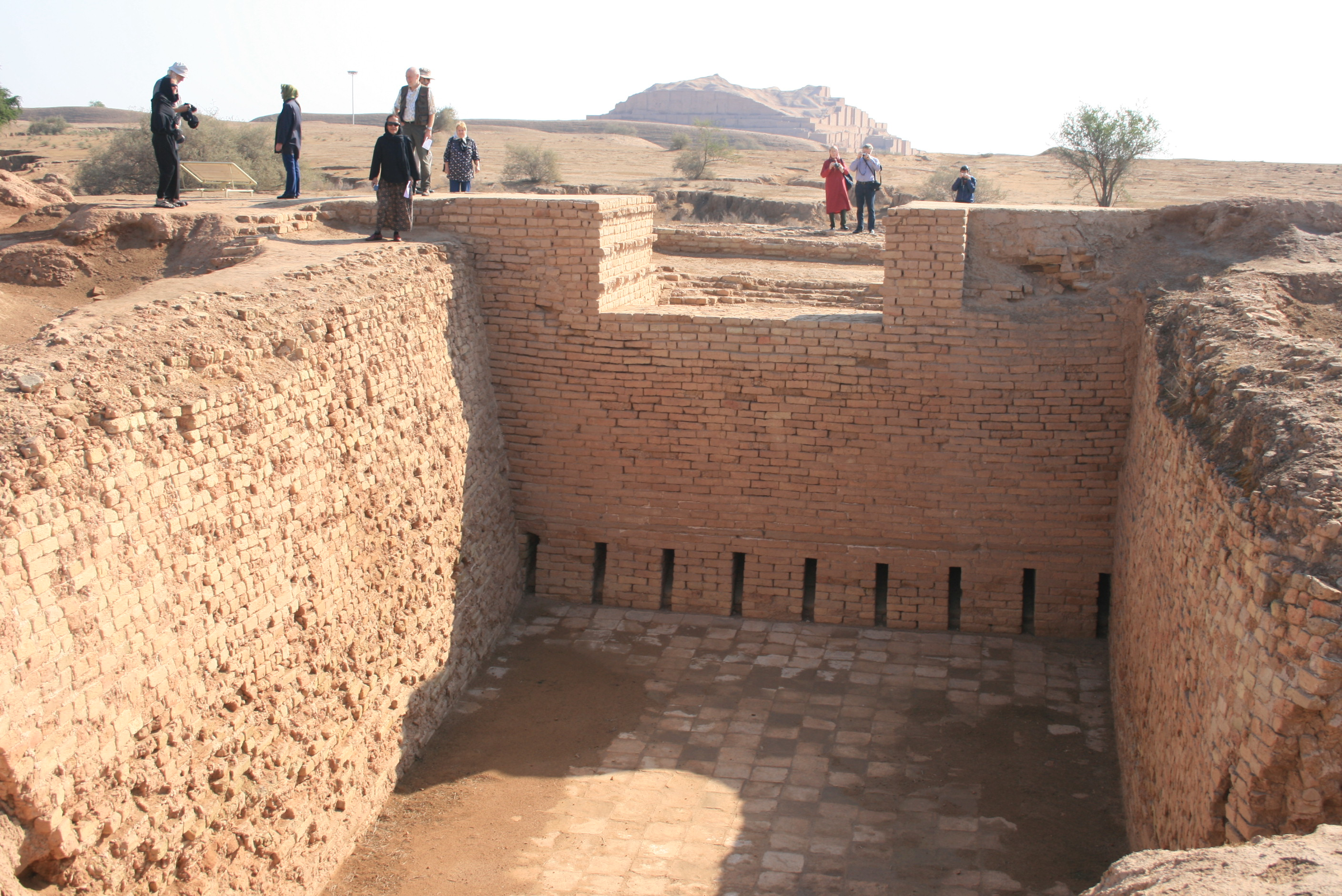
Presa de agua al final del canal Untash-Napirisha.

Dado que el río Dez próximo a la ciudad está cortado profundamente en el terreno y la capa freática se encuentra a más de 50 metros de profundidad, el agua tuvo que ser extraída del río Karche cercano a Susa a través de un canal de 50 km de longitud. El canal fue construido por Untash-Napirisha. Pasaba por Haft Tepe y desembocaba en un gran embalse frente a la muralla noroccidental de la ciudad, que aún es visible hoy en día. Éste, junto con otros embalses más pequeños que le seguían, tenía la función de tratar el agua antes de introducirla en el fino sistema de distribución de la ciudad. La estructura, de más de 3.000 años de antigüedad, está considerada la planta de tratamiento de agua más antigua del mundo.

## Plan general
Untash-Napirisha emprende obras ambiciosas. La ciudad se organiza en torno a tres recintos. El primero, de forma ovoide, tiene 4 kilómetros de longitud y abarca toda la ciudad en una superficie de unas 100 hectáreas. Está atravesada por siete puertas (un número mágico en la religión). Al noreste se encuentra el barrio real, al que se accede por la puerta principal de la ciudad. En el centro se encuentra el barrio sagrado, protegido por un recinto de 460 x 420 metros. Aquí se encuentra un tercer recinto (190 x 170 m) que incluye el zigurat que domina el paisaje de la ciudad. Al norte de la ciudad, fuera de las murallas, se construyó un embalse para redistribuir el agua por toda la ciudad. Se alimenta de un canal de más de 50 km, construido para la ocasión, debido al aislamiento de la ciudad. 
El resto del primer recinto nunca ha sido poblado. Esta ausencia de construcción se debería a que no era una ciudad destinada a ser habitada, sino más bien un centro religioso pensado como lugar de reunión para todos los elamitas, ya que había templos dedicados a las principales deidades de las diferentes regiones del reino: Inshushinak de Susa, la región de Dur-Untash, pero también Napirisha el gran dios del país de Anshan, Kiririsha de Liyan, etc. Se trataría, pues, de un intento de dar cohesión a Elam mediante la creación de un lugar de culto que federa un panteón elamita constituido para la ocasión con un objetivo político, mientras que normalmente cada región tiene una fuerte individualidad cultural.
La ciudad propiamente dicha fue abandonada muy pronto, tal vez debido a la rápida extinción de la dinastía Untash-Napirisha, que hizo fracasar su proyecto unificador. La mayoría de las obras de arte realizadas para Dur-Untash fueron llevadas a Susa, donde se encontrarán durante las excavaciones. Sin embargo, el zigurat seguiría funcionando durante varios siglos más, hasta su destrucción por los asirios.

## El barrio sagrado y el zigurat
La ciudad santa central está dedicada al dios nacional de Susa Inshushinak. Otros dioses tienen su lugar aquí (Napirisha, Ishme-Karab, Kiririsha). El monumento más imponente es un soberbio zigurat. Está construido en el antiguo emplazamiento de un templo ya dedicado a Inshushinak, que tenía unas dimensiones de 105 x 8 m. Los materiales básicos utilizados para la construcción del zigurat son el adobe para el núcleo y el ladrillo cocido, más resistente, para el exterior. Durante la construcción, el templo se elevó y se remató con cuatro pisos. Para construir la torre, los constructores delimitaron primero el perímetro del edificio con un muro macizo, luego rellenaron el espacio alrededor del núcleo con adobes, antes de construir los pisos superiores siguiendo las escaleras, siempre alrededor de un núcleo principal. Una vez terminado, el zigurat tiene una base cuadrada de 105 metros de lado (como el templo original) y una altura estimada de unos 55 metros (las ruinas aún miden 25 metros hoy en día). Al edificio se sube por cuatro escaleras a cada lado de la torre, que conducen al primer piso, y luego se utilizaban otras escaleras para subir a los demás pisos, haciendo un recorrido circular. Estas escaleras interiores son una característica especial del edificio. Este zigurat estaba dedicado a Inshushinak, pero también a Napirisha, dios del país de Anshan, asegurando así la unión simbólica de las dos entidades que constituían Elam, el país bajo de Susa y el país alto de Anshan.

## Arqueología

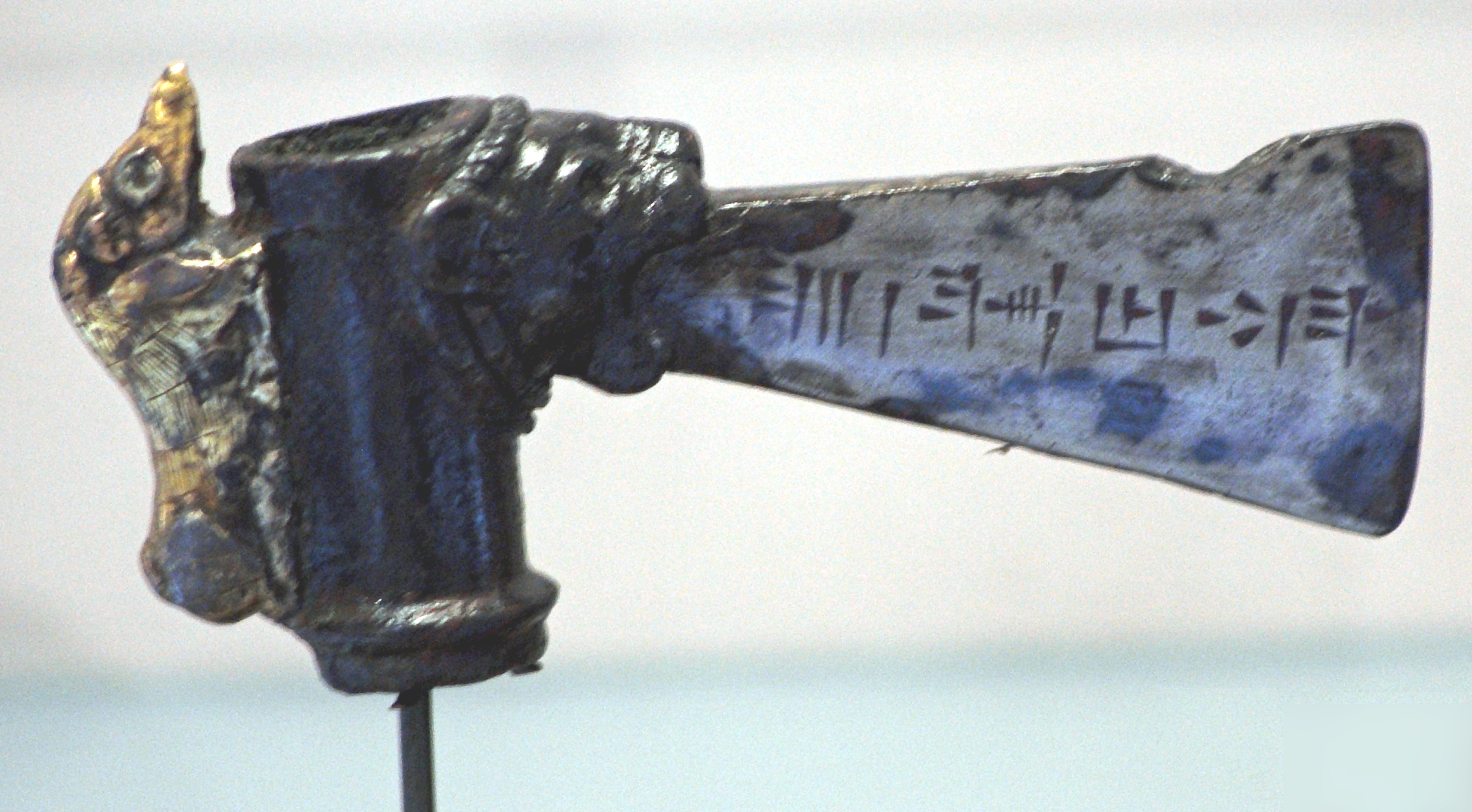
Hacha con el nombre del rey Untash-Napirisha.

El yacimiento, de 96 hectáreas de superficie, fue descubierto originalmente por un geólogo que realizaba prospecciones petrolíferas en la zona. Encontró un ladrillo con una inscripción y, como arqueólogo aficionado, se lo llevó a los excavadores que entonces trabajaban en el yacimiento de Susa. La inscripción describía la construcción de una ciudad sagrada por un tal "Untash-Gal".
1935-39 y 1946.

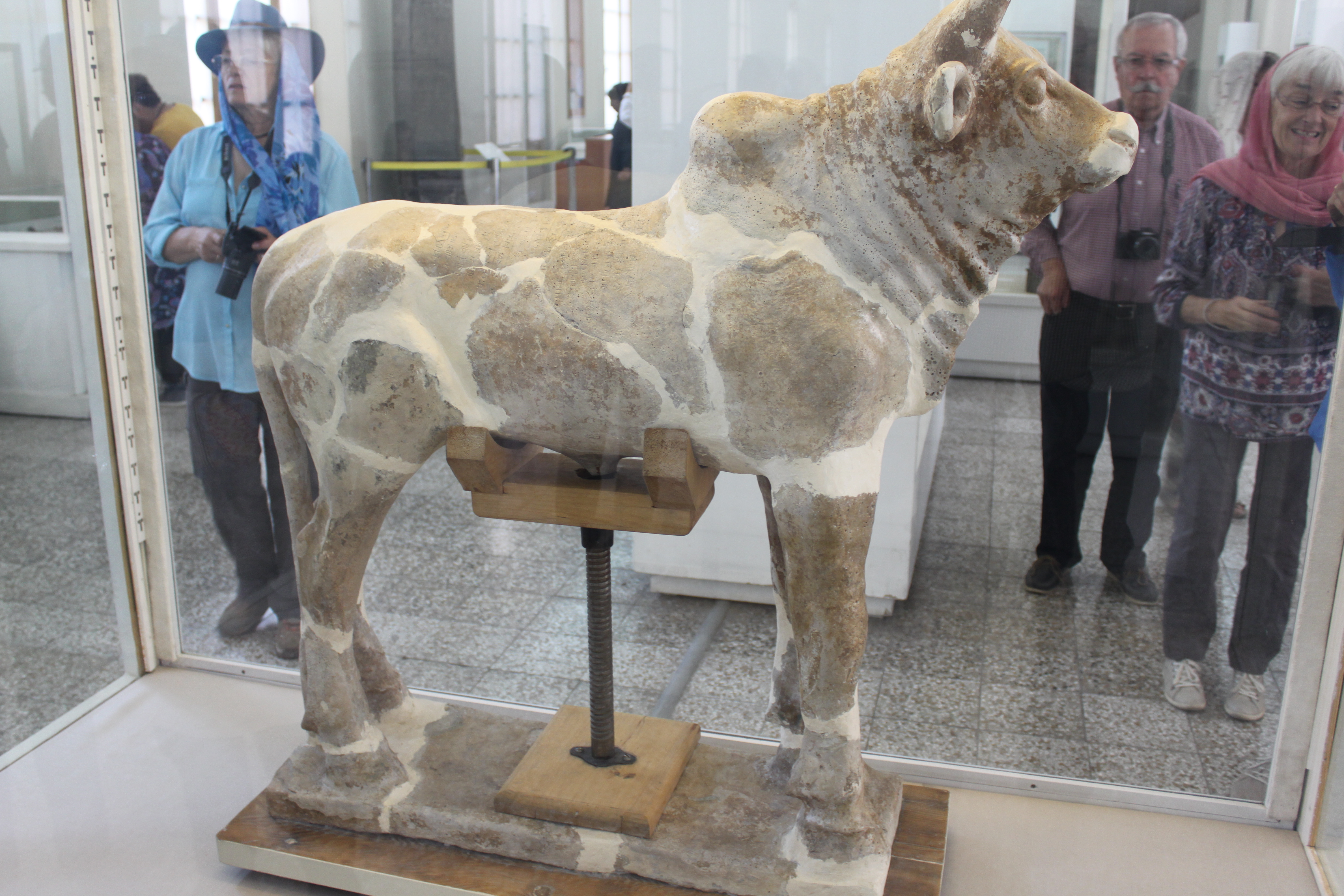
Toro con inscripción en elamita - Late 2nd millen BC - Museo Nacional de Irán - número de inventario 3213.

Chogha Zanbil fue excavada en seis temporadas (un total de 21 meses) entre 1951 y 1962 por Roman Ghirshman con la Misión Arqueológica Francesa. En el proceso se retiraron casi 100.000 yardas cúbicas de escombros, con un equipo de entre 100 y 125 trabajadores a la vez. Las excavaciones sacaron a la luz un cuadrilátero de 1300 pies cuadrados de muralla que encerraba una zona sagrada con templos y patios. El zigurat de cinco niveles se erguía en su centro, con las esquinas orientadas hacia los puntos cardinales. Cada 11º nivel de ladrillos del zigurat tenía una inscripción. En los cuatro lados había grandes puertas, tres de ellas con escaleras para acceder al segundo nivel y una, la del suroeste, al quinto y más alto. En cada puerta había estatuas del tamaño de media vida, una de terracota vidriada en azul con una inscripción dedicada al dios Inshushinak. Las excavaciones mostraron que el zigurat se construyó en dos fases, primero hasta el segundo nivel, con dos templos, y después hasta el quinto. En uno de los templos se encontraron azulejos de vidrio blanco y negro.  Se encontraron cinco tumbas bajo las habitaciones del patio. Al parecer, la tumba 1 nunca se utilizó, la tumba V fue saqueada en la antigüedad, la tumba II contenía restos parcialmente quemados de cinco individuos (incinerados en otro lugar) y la tumba IV, completamente intacta, contenía una mujer adulta de entre 40 y 60 años acompañada de ajuar funerario..
Se encontraron varios ladrillos con inscripciones (5.257 en total, la mayoría en elamita y 67 en acadio). En uno de ellos se podía leer:

"Yo, Untaš-Napiriša, hijo de Humbanumena, rey de Anšan y de Susa, deseoso de que mi vida sea continuamente próspera, para que no se me conceda la extinción de mi próspero linaje, un templo de ladrillos cocidos y un santuario de ladrillos vidriados construí; se lo di a Inšušinak del Siyan-kuk y erigí una torre templo. Que lo que hice y por lo que trabajé, como un regalo en mi nombre, sea aceptable para Inšušinak!"

Recientemente, el yacimiento fue excavado por Behzad Mofidi Nasrabadi en 1999, 2002, 2004 y 2005, incluyendo un estudio magnetométrico de 35 hectáreas realizado por la Universidad de Kiel.